# Ludvig Moltke (domherre)
 Der er flere personer med dette navn, se Ludvig Moltke.
Frederik Ludvig greve Moltke (27. marts 1745 på Nygård på Møn – 22. januar 1824 i Altona) var greve, domherre og gehejmeråd. Han blev kaldt "den lærde Moltke" og var bror til Adam Gottlob Ferdinand Moltke, Joachim Godske Moltke og Caspar Moltke samt halvbror til Carl Emil Moltke, Otto Joachim Moltke og Gebhard Moltke-Huitfeldt.

## Den lærde Moltke
Han var søn af grev Adam Gottlob Moltke i dennes 1. ægteskab, født på Nygård (Marienborg) på Møn 27. marts 1745, tilbragte sin første barndom hos en tante i Stege, indtil han blev sendt til hoffet som page, blev 1755, kun 10 år gammel, efter privat eksamination i Konseillets overværelse indskrevet som student, fik samme år titel af hofjunker, udnævntes 1756 til kammerjunker og domherre i Lübeck, studerede retsvidenskab, hvori han 1759 i kronprinsens og adskillige ministres nærværelse lod sig eksaminere, efter at Videnskabernes Selskab 1758 havde optaget den 13-årige dreng som æresmedlem, fortsatte 1760-63 sine studier i Leipzig, blev 1763 kammerherre, hvorefter han foretog en rejse i Tyskland, Italien, Frankrig og Holland. I 1772 var han blandt grundlæggerne af frimurerlogen i Lübeck Zum Füllhorn.
Moltke var både en elskværdig personlighed og en ualmindelig kundskabsrig mand, hvorfor hans samtid kaldte ham "den lærde Moltke". Han talte 7 sprog med færdighed og havde megen læsning. Selv har han kun givet få bidrag til litteraturen, deriblandt nogle på latin, hvorved han viste sit mesterskab i den dengang så beundrede lapidarstil, og andre af økonomisk indhold. Af det slesvig-holstenske patriotiske Selskab var han fra dets stiftelse et virksomt medlem, og han blev 24. januar 1810 medlem af Det kongelige danske Selskab for Fædrelandets Historie.

## Domherre
Ved sin hjemkomst 1765 blev han auskultant i Tyske Kancelli, blev 1769 den første præsident for Det Kongelige Danske Landhusholdningsselskab, fik 1770 l'union parfaite og indtrådte samme år som deputeret i General-Landvæsenskollegiet, efter hvis ophævelse han 1771 tiltrådte sit præbende i Lübeck. Her fik han lejlighed til med held at virke for den danske regerings kandidat til koadjutorposten ved Højstiftet Lübeck. 1774 ansattes han som dansk minister ved det hertugelige holsten-oldenborgske hof, ved hvilket han fungerede til 1787 med en afbrydelse i årene 1776-78, da han ved et nyt koadjutorvalg i Lübeck måtte varetage de danske interesser. 1774 fik han Dannebrogsordenen, 1780 gehejmeråds og 1808 gehejmekonferensråds titel. Ved højstiftet Lübecks ophævelse 1803 ophørte hans domdekantembede; dog forblev han i byen til 1812, da han flyttede til Altona, hvor han døde 22. januar 1824.

## Ægteskab
Gift 30. januar 1778 med Sophie Agnese komtesse Luckner (11. oktober 1759 – 19. marts 1847), datter af fransk marskal Nikolaus greve Luckner. Parret fik en datter, Sophie Moltke (1783-1834), som 1800 i Genin ægtede sin fatter, den mecklenborgske arve-landmarskal Ferdinand von Maltzan.
Han er begravet i Sankt Petri Kirke i Hamborg.
Der findes et portrætmaleri af Moltke af Erik Pauelsen fra 1785 (Giesegård). Klippet silhouet 1790 (Frederiksborgmuseet). Maleri af J.G. Bornemann fra 1801 (Gottorp Slot).